# Classificació de la Copa del Món de futbol 2010
Per a la Copa del Món de Futbol 2010, disputada a Sud-àfrica, es van inscriure un total de 202 seleccions de les que en sortiran 32 que disputaran la fase final de la Copa del Món 2010. Sud-àfrica es classificà directament com a país organitzador. Els 201 equips restants es dividiren segons la seva confederació de la següent manera:
- Europa: 53 equips competint per 13 places.
- Amèrica del Sud: 10 equips competint per 4 places més una a decidir amb un representant oceànic.
- Amèrica del Nord i el Carib: 35 equips competint per 3 places més una a decidir amb un representant asiàtic.
- Àfrica: 51 equips competint per 5 places, més Sud-àfrica classificada directament.
- Àsia: 43 equips competint per 4 places més una a decidir amb un representant nord-americà.
- Oceania: 10 equips competint una plaça a decidir amb un representant sud-americà.

## Grups de classificació
La selecció italiana tot i ser la campiona de l'edició anterior no es va classificar automàticament i va haver de superar la ronda classificatòria. El sorteig dels grups de classificació de les diferents confederacions tingué lloc a Durban el 23 de novembre del 2007 i els primers partits es disputaren l'octubre del mateix any.

### Europa (UEFA)
Per a la zona europea la classificació es farà en dues fases. La primera contarà de 8 grups de 6 equips cadascun i 1 grup de 5 equips. Els primers de cada grup es classificaran directament per la Copa del Món 2010, els segons classificats dels grups de 8 passaran a la segona ronda on s'emparellaran i els guanyadors també estaran classificats per a la Copa del Món.
Per a més informació vegeu l'article separat: classificació de la Copa del Món de futbol 2010-UEFA.

### Amèrica del Sud (CONMEBOL)
Aquesta zona es disputa en un grup de classificació únic amb els 10 membres en partits tots contra tots. La competició s'inicià l'octubre del 2007. Els quatre primers es classificaran automàticament. El cinquè es classificarà pel playoff contra el campió oceànic però no per la Copa del Món.
Per a més informació vegeu l'article separat: classificació de la Copa del Món de futbol 2010-CONMEBOL.

### Àfrica (CAF)
La classificació del grup d'Àfrica es divideix en tres fases. A la primera s'enfronten els deu equips amb pitjor coeficient FIFA dels quals 5 es classificaran per a la següent fase. La segona fase consta de 12 grups de 4 equips cadascun. Els primers de cada grups i els 8 millors segons passaran a la decisiva tercera fase. En aquesta tercera fase es faran 5 grups de 4 equips dels que els primers classificats de cada grups obtindran un bitllet per a la Copa del Món 2010.
Per a més informació vegeu l'article separat: classificació de la Copa del Món de futbol 2010-CAF.

### Oceania (OFC)
La classificació del grup d'Oceania es divideix en tres fases. A la primera s'enfrontaren deu equips en els Jocs del Pacífic Sud. Els tres equips medallistes s'uniren a Nova Zelanda en una segona fase amb un grup únic. El guanyador d'aquesta segona fase haurà de disputar el playoff contra el cinquè classificat de la zona asiàtica.
Per a més informació vegeu l'article separat: classificació de la Copa del Món de futbol 2010-OFC.

### Àsia (AFC)
Les eliminatòries de l'AFC es desenvoluparen en diverses fases. Les 38 seleccions amb pitjor coeficient FIFA disputaran la primera fase d'on sortiran 19 seleccions. D'aquestes 19 les 11 que tinguin millor coeficient FIFA avanáran a la tercera fase i les altres 8 disputaran la segona fase. A la tercera fase hi haurà 20 seleccions repartides en 5 grups de 4. Els primers i segons de cada grup es repartiran en 2 grups de 5 equips. dels quals els 2 primers de cada grup tindran la classificació per a la Copa del Món 2010 i els tercers disputaran una eliminatòria per a saber qui disputa el playoff contra el guanyador de la zona d'Oceania.
Per a més informació vegeu l'article separat: classificació de la Copa del Món de futbol 2010-AFC.

### Amèrica del Nord, Central i Carib (CONCACAF)
La classificació d'aquesta zona consta de 4 fases. La primera fase enfrontarà en eliminatòries directes a les pitjors 22 seleccions FIFA. Els 11 guanyadors i les 13 seleccions restants s'enfrontaran a la segona fase també en enfrontaments directes. Els 12 guanyadors es repartiran a la tercera fase en 4 grups de 3 equips d'on els primers i segons classificats passaran a la quarta fase, que serà en forma de grup i on els 3 millors es classificaran directament per a la Copa del Món 2010 i el quart classificat jugarà el playoff amb el cinquè classificat de la zona sud-americana.
Per a més informació vegeu l'article separat: classificació de la Copa del Món de futbol 2010-CONCACAF.